# Regione istriana
La Regione istriana (in croato Istarska županija) è una regione della Croazia. Essa è la più occidentale della repubblica, e occupa gran parte dell'Istria, omonima penisola bagnata dall'Adriatico e appartenente alla regione geografica italiana. Confina a nord con la Slovenia e a est con la Regione litoraneo-montana.
Data la presenza storica della comunità etnica di lingua italiana (oggi minoranza), la regione assume uno status bilingue. Sede dell'assemblea della regione è Pisino, mentre sede del governo (giunta e presidente della regione) è Pola. Le sedute dell'assemblea (detta dieta istriana) si tengono usualmente a Parenzo, mentre uffici e assessorati sono presenti, oltre che a Pisino e Pola, ad Albona, Parenzo e Rovigno.
L'inno ufficiale è Krasna zemljo ovvero "Terra bellissima".

## Società

### Etnie e minoranze straniere
Suddivisione della popolazione secondo la nazionalità dichiarata nei censimenti del 2001 e del 2011:
| Nazionalità      | Popolazione censimento 2001 | Popolazione censimento 2011 | Percentuale censimento 2001 | Percentuale censimento 2011 | Variazione percentuale |
| ---------------- | --------------------------- | --------------------------- | --------------------------- | --------------------------- | ---------------------- |
| Croata           | 148.328                     | 142.173                     | 71,88%                      | 68.33%                      | -3,50%                 |
| Italiana         | 14.284                      | 12.543                      | 6,92%                       | 6,03%                       | -0,89%                 |
| Serba            | 6.613                       | 7.206                       | 3,20%                       | 3,46%                       | +0,26%                 |
| Slovena          | 2.020                       | 1.793                       | 0,98%                       | 0,86%                       | -0,12%                 |
| Istriani         | 8.865                       | 25.203                      | 4,30%                       | 12,11%                      | +7,81%                 |
| Bosniaca         | 3.077                       | 6.146                       | 1,49%                       | 2,95%                       | +1,46%                 |
| Altri            | 11.023                      | 12.991                      | 4,44%                       | 6,26%                       | +1,82%                 |
| Regione Istriana | 206.344                     | 208.055                     | 100%                        | 100%                        | +0,82%                 |

N.B. Nei censimenti croati si richiede la nazionalità e la madrelingua, e questi dati non necessariamente coincidono. Nella regione istriana nel 2001 gli abitanti autodichiaratisi di madrelingua italiana sono 15.867, pari al 7,69% del totale

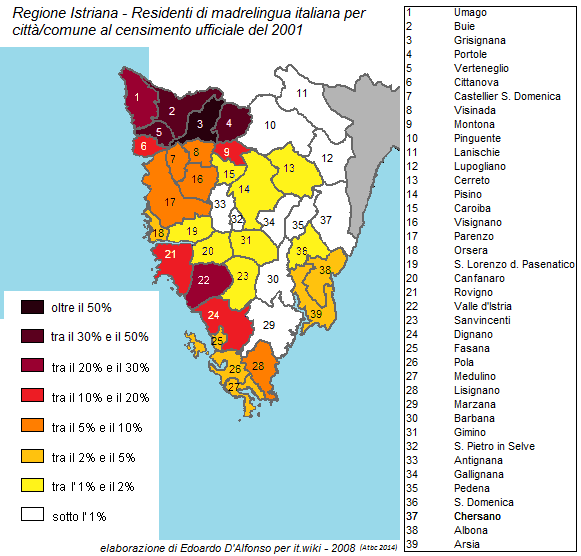
Distribuzione per comuni degli italiani madrelingua al censimento del 2001

Secondo il censimento del 2011 i dieci cognomi più diffusi della regione istriana sono in quest'ordine: Benčić, Buršić, Radolović, Peruško, Miletić, Božić, Brajković, Matošević, Poropat e Ivančić.

## Geografia antropica
La regione istriana è divisa in 10 città e 31 comuni, qui sotto elencati. L'asterisco (*) contraddistingue i comuni e le città che hanno una denominazione ufficiale bilingue (italiana e croata). I dati della popolazione dei comuni sono relativi al censimento ufficiale croato del 2011, mentre quelli sulla composizione linguistica sono aggiornati al censimento del 2001.

Cartina della Regione istriana indicante la suddivisione in città e comuni

### Città
| Città: italiano, croato | Altitudine m s.l.m. | Superficie km² | Ab.    | Densità ab./km² | Frazioni                 | Madrelingua italiana (croata) |
| ----------------------- | ------------------- | -------------- | ------ | --------------- | ------------------------ | ----------------------------- |
| Albona, Labin           | 320                 | 72,81          | 11.703 | 160,73          | 17                       | 3,09% (92,62%)                |
| Buie (*), Buje          | 222                 | 103,28         | 5.127  | 49,64           | 25                       | 39,66% (53,76%)               |
| Cittanova (*), Novigrad | 1                   | 26,81          | 4.328  | 161,43          | 5                        | 15,32% (77,59%)               |
| Dignano (*), Vodnjan    | 135                 | 101,70         | 6.144  | 60,41           | 4                        | 19,93% (73,16%)               |
| Parenzo (*), Poreč      | 29                  | 113,70         | 16.696 | 146,84          | 58                       | 6,42% (87,12%)                |
| Pinguente, Buzet        | 151                 | 165,00         | 6.133  | 37,17           | 71                       | 1,14% (96,63%)                |
| Pisino, Pazin           | 277                 | 134,87         | 8.878  | 65,75           | 19                       | 1,21% (97,56%)                |
| Pola (*), Pula          | 1                   | 51,36          | 57.765 | 1.124,71        | 3 (+ 16 comitati locali) | 4,87% (88,38%)                |
| Rovigno (*), Rovinj     | 32                  | 77,89          | 14.367 | 184,45          | 2                        | 10,81% (81,85%)               |
| Umago (*), Umag         | 1                   | 83,53          | 13.594 | 162,74          | 23                       | 20,70% (72,87%)               |

### Comuni
| Comune: italiano, croato                        | Altitudine m s.l.m. | Superficie km² | Ab.   | Densità ab./km² | Frazioni | Madrelingua italiana (croata) |
| ----------------------------------------------- | ------------------- | -------------- | ----- | --------------- | -------- | ----------------------------- |
| Antignana, Tinjan                               | 319                 | 54,46          | 1.672 | 30,70           | 8        | 0,79% (98,59%)                |
| Arsia, Raša                                     | 10                  | 79,02          | 3.197 | 40,46           | 26       | 2,63% (94,29%)                |
| Barbana, Barban                                 | 229                 | 91,15          | 2.715 | 29,79           | 31       | 0,39% (99,21%)                |
| Canfanaro, Kanfanar                             | 284                 | 60,39          | 1.538 | 25,47           | 21       | 1,51% (96,23%)                |
| Caroiba, Karojba                                | 287                 | 34,71          | 1.442 | 41,54           | 4        | 0,94% (97,99%)                |
| Castellier-Santa Domenica (*), Kaštelir-Labinci | 197                 | 32,74          | 1.459 | 44,56           | 15       | 7,80% (88,23%)                |
| Cerreto, Cerovlje                               | 287                 | 106,41         | 1.671 | 15,70           | 16       | 0,46% (99,31%)                |
| Chersano, Kršan                                 | 172                 | 126,43         | 2.958 | 23,40           | 24       | 0,40% (94,49%)                |
| Fasana (*), Fažana                              | 1                   | 14,00          | 3.569 | 254,93          | 2        | 4,66% (90,75%)                |
| Fontane (*), Funtana                            | 26                  | 7,94           | 924   | 116,27          | 1        | 21,01% (66,16%)               |
| Gallignana, Gračišće                            | 457                 | 60,96          | 1.408 | 23,10           | 7        | 0,28% (99,16%)                |
| Gimino, Žminj                                   | 355                 | 71,96          | 3.470 | 48,22           | 33       | 1,28% (97,80%)                |
| Grisignana (*), Grožnjan                        | 288                 | 69,14          | 733   | 10,60           | 12       | 66,11% (29,17%)               |
| Lanischie, Lanišće                              | 40                  | 145,33         | 327   | 2,25            | 13       | 0,01% (98,99%)                |
| Lisignano (*), Ližnjan                          | 60                  | 62,93          | 3.916 | 62,23           | 5        | 8,05% (88,29%)                |
| Lupogliano, Lupoglav                            | 373                 | 94,25          | 935   | 9,92            | 8        | 0,32% (98,82%)                |
| Marzana, Marčana                                | 170                 | 132,07         | 4.260 | 32,26           | 22       | 0,74% (97,72%)                |
| Medolino, Medulin                               | 1                   | 29,35          | 6.552 | 223,24          | 7        | 3,05% (89,77%)                |
| Montona (*), Motovun                            | 270                 | 33,58          | 1.001 | 29,81           | 4        | 15,46% (81,28%)               |
| Orsera (*), Vrsar                               | 23                  | 14,91          | 2.152 | 144,31          | 9        | 2,96% (90,75%)                |
| Pedena, Pićan                                   | 360                 | 50,23          | 1.820 | 36,23           | 10       | 0,95% (98,05%)                |
| Portole (*), Oprtalj                            | 378                 | 60,67          | 862   | 14,21           | 16       | 32,11% (65,04%)               |
| San Lorenzo del Pasenatico, Sveti Lovreč        | 200                 | 56,16          | 1.017 | 18,11           | 24       | 1,49% (96,38%)                |
| San Pietro in Selve, Sveti Petar u Šumi         | 341                 | 14,39          | 1.067 | 74,15           | 1        | 0,30% (99,21%)                |
| Santa Domenica, Sveta Nedelja                   | 306                 | 60,39          | 2.980 | 49,35           | 21       | 1,51% (97,32%)                |
| Sanvincenti, Svetvinčenat                       | 310                 | 80,43          | 2.183 | 27,14           | 22       | 1,17% (97,16%)                |
| Torre-Abrega (*), Tar-Vabriga                   | 107                 | 28,30          | 2.042 | 72,16           | 6        | 30,35% (62.71%)               |
| Valle d'Istria (*), Bale                        | 145                 | 83,25          | 1.129 | 13,56           | 3        | 22,54% > 39,54 (75,36%)       |
| Verteneglio (*), Brtonigla                      | 140                 | 32,17          | 1.607 | 49,95           | 5        | 41,29% (52,82%)               |
| Visignano (*), Višnjan                          | 244                 | 67,45          | 2.266 | 33,60           | 46       | 8,78% (89,44%)                |
| Visinada (*), Vižinada                          | 40                  | 34,99          | 1.155 | 33,01           | 27       | 8,36% (90,59%)                |

### Sedi organi Regione Istriana
- Assemblea regionale: Dršćevka ulica / Via Dršćevka 1, Pisino
- Ufficio per l'attività dell'Assemblea: Dršćevka ulica / Via Dršćevka 1, Pisino
- Sezione per i rapporti interregionali e internazionali: Carrarina ulica / Via Carrarina1, Pola
- Gabinetto del Presidente della Regione: Flanatička ulica / Via Flanatica 29, Pola
- Assessorato all'agricoltura, l'economia forestale, la caccia, la pesca e l'economia idrica: Obala Maršala Tita / Riva Maresciallo Tito 4, Parenzo
- Fondo di sviluppo agricolo e agrituristico dell'Istria: Šetalište Pazinske Gimnazije / Spianata del Ginnasio Pisinota 1, Pisino
- Assessorato all'educazione, lo sport e la cultura tecnica: G.Martinuzzi ulica / via G.Martinuzzi 2, Albona
- Assessorato alla sanità e la previdenza sociale: Flanatička ulica / Via Flanatica 29, Pola
- Assessorato alle finanze e il bilancio: Flanatička ulica / Via Flanatica 29, Pola
- Assessorato allo sviluppo sostenibile: Flanatička ulica / Via Flanatica 29, Pola
- Assessorato allo sviluppo sostenibile - Sezione per la marina, il traffico, e le comunicazioni:  M.B.Rašana ulica / Via M.B.Rašana 2/IV, Pisino
- Assessorato all'autogoverno locale e territoriale: Flanatička ulica / Via Flanatica 29, Pola
- Assessorato all'autogoverno locale e territoriale - Sezione di cancelleria: Sv.Teodora ulika / Via Santa Teodora 2, Pola
- Assessorato al turismo e il commercio: Pionirska ulica / Via dei Pionieri 1, Parenzo
- Assessorato alla comunità nazionale italiana e gli altri gruppi etnici: Obala A. Rismondo / Riva A. Rismondo 2, Rovigno
- Assessorato alla cultura: G.Martinuzzi ulica / Via G.Martinuzzi 2, Albona

## Amministrazione

### Presidenti della regione
| Presidente | Presidente | Presidente        | Partito                                                                       | Mandato         | Mandato         |
| Presidente | Presidente | Presidente        | Partito                                                                       | Inizio          | Fine            |
| ---------- | ---------- | ----------------- | ----------------------------------------------------------------------------- | --------------- | --------------- |
|            |            | Luciano Delbianco | Dieta Democratica Istriana, poi Foro Socialdemocratico Istriano               | 4 maggio 1993   | 23 gennaio 1997 |
|            |            | Stevo Žufić       | Dieta Democratica Istriana                                                    | 23 gennaio 1997 | 24 luglio 2001  |
|            |            | Ivan Jakovčić     | Dieta Democratica Istriana                                                    | 24 luglio 2001  | 7 giugno 2013   |
|            |            | Valter Flego      | Dieta Democratica Istriana                                                    | 7 giugno 2013   | 1 luglio 2019   |
|            |            | Fabrizio Radin    | Dieta Democratica Istriana                                                    | 2 luglio 2019   | 11 giugno 2021  |
|            |            | Boris Miletić     | Dieta Democratica Istriana Partito Istriano dei Pensionati Alleanza dei Verdi | 11 giugno 2021  | in carica       |